# Rinorea pectino-squamata
Rinorea pectino-squamata là một loài thực vật thuộc họ Violaceae. Đây là loài đặc hữu của Guyane thuộc Pháp.